# 北岸區
北岸區（英語：North Bank Division）是西非國家岡比亞的五個行政區之一，首府凱雷萬，北面是塞內加爾，東毗中河區，南鄰下河區，西接班珠爾市，下分6縣，面積2,256平方公里，2010年人口180,170。
13°29′10″N 15°55′48″W / 13.48611°N 15.93000°W